# Ludvig Phister
Joachim Ludvig Phister, född den 23 maj 1807, död den 15 september 1896, var en dansk skådespelare.
Phister  intogs 1817 i kungliga teaterns dansskola och användes där några år i gossroller. År 1825 spelade han Den pantsatte Bondedreng med stort bifall och blev kunglig skådespelare 1829 samt utvecklade sig särskilt i återgivandet av komiska karaktärer. Framför allt glänste han i Holbergs Henrikroller och gav (sedan 1851) även åt Jeppe paa Bjerget ett mästerligt utförande, men hans mångsidiga begåvning löste därjämte vackra uppgifter såväl i det samtida franska skådespelet som i danska lustspel och vådeviller, detta både i burleska och rörande roller. 
Emil Elberling skriver i Nordisk Familjebok: "Ph. egde en märklig förmåga att träffa det karakteristiska i en roll, och hans outtröttliga flit samt noggranna studium satte honom i stånd att därefter till fulländning lämpa sitt yttre och sin röst, på samma gång hans sällsynta minne fasthöll hvarje detalj." Som Holbergframställare hade han Lindgreen till lärare och överförde själv traditionen till sin lärjunge Olaf Poulsen. Hans goda sångröst kom honom också väl till pass till och med i operor. Phister uppträdde i inte färre än 650 roller och höll sig intill det sista i publikens gunst. 
Redan 1852 blev han dannebrogsriddare, en för den tiden sällsynt utmärkelse för en skådespelare, och fick 1861 titel av instruktör samt 1873, vid sin avgång från teatern, av professor. Han var första gången gift med Oehlenschlägers dotter Charlotte (1811–1835), som en kort tid utan framgång uppträdde på scenen. Hans tredje hustru, Louise Phister, var däremot en ypperlig skådespelerska. Man och hustru fick varsin monografi: Otto Zinck, "Joachim Ludvig Phister, et Theaterliv" (1896), och Elith Reumert, "Fru Louise Phister paa Theatret og i Hjemmet" (1914).

## Utmärkelser
- Riddare av Dannebrogorden,  1852[1]
- Dannebrogsmännens hederstecken,  1867[1]
- Professors namn,  1873[2]
- Förtjänstmedaljen i guld,  1884[1]

[Redigera Wikidata]